# کنار حبشی
کنار حبشی (نام علمی: Ziziphus abyssinica) نام یک گونه از سرده کنار است.